# Bakkehusene
Bakkehusene er et rækkehusbyggeri bestående af 171 huse i 1,5 plan, tegnet af Thorkild Henningsen og Ivar Bentsen. De er opført i perioden 1921-23 og består af stokbebyggelse som i Nyboder. Husene er beliggende på Bellahøj i København. Bebyggelsen blev fredet i 1982.

## Historie
Bakkehusene blev det store gennembrud for rækkehusbyggeri og er noget af det tidligste af sin art i Danmark. Husene var tiltænkt arbejderne fra det indre København, men det blev i større grad intellektuelle, som bosatte sig i området. Husene blev opført som protest og demonstration mod de store etageblokke og et forsøg på at genindføre den boligform, der fra gammel tid havde været typisk for danske byer.